# Back to the Future
Back to the Future (no Brasil, De Volta para o Futuro; em Portugal e nos PALOP, Regresso ao Futuro) é um filme norte-americano de 1985. Foi dirigido por Robert Zemeckis e escrito por Zemeckis e Bob Gale. Estrelado por Michael J. Fox, Christopher Lloyd, Lea Thompson, Crispin Glover e Thomas F. Wilson. O filme conta a história de Marty McFly (Michael J. Fox), um adolescente que inevitavelmente volta no tempo até 1955. Ele conhece seus futuros pais no colégio e acidentalmente faz sua futura mãe ficar romanticamente interessada por ele. Marty deve consertar o dano na história fazendo com que seus pais se apaixonem e, com a ajuda do Dr. Emmett Brown (Christopher Lloyd), encontrar um modo de voltar para 1985.
Zemeckis e Gale escreveram um roteiro depois de Gale ter se perguntado se ele teria ficado amigo de seu pai se tivessem estudado juntos no colégio. Vários estúdios recusaram o roteiro até o sucesso financeiro de Romancing the Stone, filme dirigido por Zemeckis, com o projeto sendo pego pela Universal Pictures e por Steven Spielberg como produtor executivo. Eric Stoltz foi originalmente contratado para interpretar Marty McFly quando Michael J. Fox estava ocupado filmando a série de TV Family Ties. Entretanto, durante as filmagens, Stoltz e os cineastas concordaram que ele foi a escolha errada, então Fox recebeu uma nova proposta e ele conseguiu trabalhar em uma agenda que permitia se comprometer aos dois projetos; a subsequente mudança no elenco significou que a equipe deveria correr através das refilmagens e da pós-produção para completar o filme para sua estréia no dia 3 de julho de 1985.
Quando lançado, Back to the Future se tornou o filme de maior sucesso do ano, arrecadando mais de US$ 380 milhões em bilheteria e recebendo aclamação pela crítica. Ele venceu o Hugo Award de Melhor Apresentação Dramática e o Saturn Award de Melhor Filme de Ficção Científica, como também indicações ao Oscar, ao Golden Globe e outros. Ronald Reagan até citou o filme em seu Discurso sobre o Estado da União em 1986. Em 2007, a Biblioteca do Congresso estadunidense selecionou o filme para preservação no National Film Registry, e em junho de 2008 a American Film Institute o reconheceu como o 10º melhor filme de ficção científica estadunidense. O filme marcou o início de uma franquia, com as seqüências Back to the Future Part II e Back to the Future Part III sendo lançadas em 1989 e 1990 respectivamente, como também uma série de desenhos, um brinquedo de parque de diversões, vários jogos eletrônicos e uma peça de teatro musical.

## Enredo
Uma máquina do tempo construída pelo excêntrico cientista Emmett Brown, através de um carro do modelo Delorean, é acionada acidentalmente pelo jovem Marty McFly, o qual volta à década de 1950, época em que seus pais George e Lorraine estudavam na mesma escola e viriam a se apaixonar. Antes disso ocorrer, porém, o jovem conhece sua mãe Lorraine, que se apaixona por ele ao invés de se apaixonar por George, o pai de Marty. Essa paixão coloca sua própria existência em risco, porque esse evento poderia alterar todo o futuro. 
Então, o jovem deverá promover o amor entre os pais e restabelecer o futuro assim como o conhece. O problema é que ele enfrentará alguns obstáculos ao longo do caminho, como Biff Tannen o valentão da escola, que vive perseguindo George e também está constantemente assediando Lorraine, que felizmente não corresponde ao seu interesse amoroso, mas também não dá a mínima para o tímido e solitário George, que apesar de seu intelecto, é alvo de chacota não apenas por Biff, mas por todos ao seu redor, sendo que Marty passa a ser seu único amigo e tenta motivá-lo a conquistar Lorraine, por quem George é de fato apaixonado, mas não tem coragem de se aproximar dela, que insiste em tentar se aproximar de Marty sem nem sequer saber que se trata de seu futuro filho.
Para piorar as coisas, Marty terá um tempo determinado para fazer com que seus pais se apaixonem antes que sua própria existência seja apagada, e para isto, contará também com a ajuda da versão mais jovem do Dr. Emmett Brown, que o motivará a convencer George a convidar Lorraine para o baile da escola(onde originalmente os dois se beijaram pela primeira vez), além de tentar devolver Marty a sua época com segurança, ao final de tudo, garantindo que sua existência seja de fato preservada. Só existe um porém: Na noite em que Marty é mandado de volta no tempo, Doc Brown havia o convidado para conhecer seu Delorean e comprovar seu experimento, mas a exibição é interrompida quando terroristas líbios invadem o local alegando que Doc havia roubado plutônio deles(para injetar no Delorean e fazer a viagem no tempo possível) e se vingam dele, que é baleado e morto pelos mesmos, que na intenção de não haver testemunhas, perseguem Marty que somente escapa porque é mandado de volta no tempo. O rapaz tem a árdua missão de alertar o  cientista afim de que este impeça sua própria execução e garanta sua existência igualmente.

## Elenco
- Michael J. Fox como Marty McFly, um estudante do ensino médio e aspirante a músico. Apesar de sua boa aparência e de sua gentileza e habilidades como skatista e guitarrista, Marty possui poucos amigos e é constantemente diminuído principalmente por Strickland, o diretor do colégio onde estuda. Além disso, Marty faz parte de uma família pouco estruturada e mal sucedida, ao menos tendo como namorada a bela Jennifer Parker, que o compreende e o motiva em suas ambições.
- Christopher Lloyd como Dr. Emmett Brown, um cientista excêntrico que faz experiências com viagens no tempo. Ele constrói uma máquina do tempo através de um Delorean e Marty é convidado a testar tal invento, o que culmina no mesmo ser mandado de volta ao tempo em que seus pais eram jovens. No passado, Marty se depara igualmente com uma versão mais jovem do Dr. Brown, que inicialmente duvida da história de Marty, mas logo percebe que seu experimento da viagem no tempo havia dado certo e assim, ele tenta motivar Marty a fazer com que seus pais se apaixonem e também vai tentar levar o rapaz de volta para sua época com segurança, aproveitando a tempestade na torre do relógio que acontecerá na noite do baile. Tal raio será a energia necessária para que o Delorean consiga viajar no tempo.
- Lea Thompson como Lorraine Baines McFly, uma adolescente de 1955 que se torna a infeliz e alcoólatra mãe de Marty. No passado, Lorraine supostamente se apaixonaria por George quando este, que a estava espionando com um binóculo, cairia de uma árvore para o meio da rua, onde seria atropelado pelo pai dela e tratado pela própria, o problema é que Marty interfere neste primeiro encontro, salvando George e sendo atropelado em seu lugar, o que faz com que Lorraine se apaixone inicialmente pelo próprio Marty e nem sequer note o tímido George. Além disso, ela é alvo do interesse amoroso do valentão Biff, que a está constantemente assediando.
- Crispin Glover como George McFly, um estudante nerd de 1955 que se torna o pai covarde e submisso de Marty. No passado, George é um rapaz inteligente, porém, tímido e bastante ingênuo, que é constantemente zombado por todos ao seu redor e vive sendo explorado por Biff e seus amigos, sentindo-se indefeso diante deles. Bastante solitário, George fará amizade com seu futuro filho Marty, que o motivará a lutar por seus ideais e ser uma pessoa melhor.[10]
- Thomas F. Wilson como Biff Tannen, um valentão do ensino médio de 1955 que se tornou o chefe de George em 1985. No passado, Biff é um jovem desordeiro e malcriado que vive aprontando com as pessoas ao seu redor, tendo como principal alvo de suas trapaças o inseguro George McFly, que é constantemente explorado e perseguido por ele e seus amigos; além disso, Biff vive assediando Lorraine, em quem insiste mesmo sendo constantemente rejeitado por ela. Afim de garantir que seus pais se apaixonem, Marty terá que enfrentar Biff e impedir que este atrapalhe seus planos.

O presente de 1985 no filme apresenta um elenco que inclui Claudia Wells como a namorada de Marty, Jennifer Parker; Marc McClure e Wendie Jo Sperber como os irmãos de Marty, Dave McFly e Linda McFly. Elsa Raven interpreta a senhora que tenta arrecadar fundos para salvar a Torre do Relógio. O cantor Huey Lewis tem uma participação especial como um dos juízes do concurso da batalha de bandas em que Marty participa no começo do filme. Richard L. Duran e Jeff O'Haco interpretam os terroristas líbios que desejam matar Brown.
O elenco que aparece no passado de 1955 inclui George DiCenzo e Frances Lee McCain como os pais de Lorraine, Sam e Stella Baines; e Jason Hervey como o irmão mais novo de Lorraine, Milton. A gangue de Biff inclui Jeffrey Jay Cohen como Skinhead, Casey Siemaszko como 3-D e Billy Zane como Match. Norman Alden interpreta o dono do café, Lou, e Donald Fullilove aparece como seu funcionário (e futuro prefeito) Goldie Wilson. Harry Waters Jr. interpreta o primo de Chuck Berry, Marvin Berry, que é o vocalista e líder da banda de jazz rock que toca no baile da escola; Will Hare aparece como o patriarca dos Peabody; e Courtney Gains interpreta Mark Dixon, um jovem debochado que vive zombando de George e interrompe a dança deste com Lorraine no baile. James Tolkan interpretou o diretor do colégio de Hill Valley, Gerald Strickland, em 1955 e 1985.

## Desenvolvimento

### Roteiro
O roteirista e produtor Bob Gale concebeu a ideia para Back to the Future depois de visitar seus pais em St. Louis, Missouri, após a estreia de Used Cars. Revirando seu porão, Gale encontrou o anuário da época de colégio de seu pai, descobrindo que ele foi presidente de classe no seu ano de formatura. Gale pensou no presidente de sua própria classe de formatura, que era uma pessoa que nada tinha a ver com ele. Gale se perguntou se ele teria sido amigo de seu pai se os dois tivessem estudado juntos. Quando ele retornou para a Califórnia, ele contou a Robert Zemeckis sobre seu novo conceito. Zemeckis subsequentemente pensou sobre uma mãe afirmando que nunca havia beijado um menino na escola, quando na verdade ela era muito promíscua. Os dois levaram o projeto até a Columbia Pictures, e fizeram um acordo de desenvolvimento para um roteiro em setembro de 1980.
Zemeckis e Gale colocaram a história em 1955 porque, eles afirmaram, matematicamente, um jovem de 17 anos viajando para encontrar seus pais na mesma idade significaria viajar para aquela década. A época também marcou a ascensão dos adolescentes como um importante elemento cultural, o nascimento do rock n' roll e a expansão dos subúrbios, que dariam um sabor a história. Originalmente Marty seria um pirata de vídeo, a máquina do tempo seria um refrigerador, e ele precisaria usar a energia de uma explosão nuclear na Área de Testes de Nevada para voltar até sua própria época. Zemeckis ficou "preocupado que crianças intencionalmente iriam se trancar dentro de refrigeradores", e o clímax original foi considerado muito caro. A máquina do tempo DeLorean foi escolhida porque seu desenho tornou crível a piada sobre a família de fazendeiros a confundindo por um disco voador. Os roteiristas acharam difícil criar uma amizade crível entre Marty e o Dr. Brown antes de criarem o amplificador gigante, e apenas resolveram o Complexo de Édipo com sua mãe ao escreverem a fala "É como se eu estivesse beijando o meu irmão". Biff Tannen foi nomeado por causa do executivo da Universal Pictures Ned Tannen, que se comportou de forma agressiva com Zemeckis e Gale durante uma reunião de roteiro para I Wanna Hold Your Hand.
O primeiro rascunho de Back to the Future foi finalizado em fevereiro de 1981. A Columbia colocou o filme em uma virada. "Eles acharam que era um filme muito bom, fofo e emotivo, mas não muito sexual", disse Gale. "Eles sugeriram levá-lo até a Disney, porém decidimos ver se algum outro grande estúdio queria um pedaço de nós". Todos os grandes estúdios rejeitaram o roteiro nos quatro anos seguintes, enquanto Back to the Future passou por mais dois rascunhos. Durante o início da década de 1980, comédias adolescentes populares (como Fast Times at Ridgemont High e Porky's) eram picantes e com temas adultos, então o roteiro foi comumente rejeitado por ser muito leve. Zemeckis e Gale finalmente decidiram mostrar o projeto a Disney. "Eles nos disseram que uma mãe se apaixonando por seu filho não era apropriado para um filme família sob o estandarte da Disney", disse Gale.
Os dois ficaram tentados a se aliarem com Steven Spielberg, que produziu Used Cars e I Wanna Hold Your Hand, ambos fracassos. Spielberg inicialmente estava ausente do projeto porque Zemeckis achou que se ele produzisse outro fracasso com ele na direção, ele nunca mais iria conseguir fazer outro filme. Gale disse, "tínhamos medo de adquirir a reputação de ser dois caras que só conseguiam arranjar um trabalho porque éramos amigos de Steven Spielberg". Um produtor se interessou, porém mudou de ideia quando descobriu que Spielberg não estava envolvido. Zemeckis então decidiu dirigir Romancing the Stone, que foi um sucesso de bilheteria. Agora um diretor de alto nível, Zemeckis mostrou o projeto a Spielberg, e o filme foi estabelecido na Universal Pictures.
O executivo Sidney Sheinberg fez algumas sugestões no roteiro, como mudar o nome da mãe de Marty de Meg para Lorraine (o nome de sua esposa, a atriz Lorraine Gary) e de substituir o chimpanzé de estimação de Brown por um cachorro. Sheinberg também queria que o título fosse alterado para Spaceman from Pluto, convencido de que nenhum filme de sucesso tinha a palavra "futuro" no título. Ele sugeriu que Marty se apresentasse como "Darth Vader do planeta Plutão" enquanto se dirigia ao seu pai para convencê-lo a convidar sua mãe para o baile (ao invés de "...do planeta Vulcano"), e que o quadrinho do filho do fazendeiro tivesse o título de Spaceman from Pluto ao invés de Space Zombies from Pluto. Spielberg ditou um memorando de volta para Sheinberg, onde ele o convenceu que todos acharam o título uma piada, assim o envergonhando e o fazendo desistir da ideia.

## Produção

### Seleção de elenco

À esquerda, Michael J. Fox como Marty McFly no filme final, em comparação com Eric Stoltz (direita), durante a fase inicial da produção

Michael J. Fox era a primeira escolha para interpretar Marty McFly, porém ele estava comprometido com a série de televisão Family Ties. O produtor de Family Ties, Gary David Goldberg, achava que Fox era essencial para o sucesso do programa. Com a coestrela Meredith Baxter em licença maternidade, ele se recusou a dar um tempo extra a Fox para trabalhar no filme. Back to the Future estava originalmente agendado para estrear em maio de 1985, e era final de 1984 quando descobriu-se que Fox não estaria disponível. As duas próximas escolhas de Zemeckis eram C. Thomas Howell e Eric Stoltz, o último impressionou tanto os produtores com sua interpretação de Roy L. Dennis no filme Mask — que ainda não havia sido lançado — que eles o selecionaram para fazer Marty McFly. Devido ao difícil processo de seleção de elenco, a data de lançamento foi adiada duas vezes.
Depois de quatro semanas de filmagens, Zemeckis determinou que a escolha de Stoltz havia sido um erro. Apesar dele e Spielberg terem percebido que refilmar o filme adicionaria mais US$ 3 milhões ao orçamento de US$ 14 milhões, eles decidiram reescalar o papel. Spielberg explicou que Zemeckis achou que Stoltz não era muito engraçado e que ele havia feito uma "incrível interpretação dramática". Gale foi além e explicou que, para ele, Stoltz estava simplesmente representando, enquanto Fox tinha uma personalidade como a de Marty McFly. Ele achou que Stoltz estava desconfortável ao andar de skate, enquanto Fox não. Stoltz confessou ao diretor Peter Bogdanovich durante um telefonema, duas semanas após o início das filmagens, que ele estava inseguro sobre a direção de Zemeckis e Gale, e concluiu que ele era a pessoa errada para o papel.
A agenda de Fox se abriu em janeiro de 1985, quando Meredith Baxter retornou para Family Ties depois da licença maternidade. A equipe de Back to the Future se encontrou com Goldberg novamente, e fizeram um acordo em que a prioridade de Fox seria Family Ties, e que se um conflito de agendamento aparecesse, "nós vencemos". Fox amou o roteiro e ficou impressionado com a sensibilidade de Zemeckis e Gale ao tirarem Stoltz, porque mesmo assim eles "falaram muito bem dele". Per Welinder e Bob Schmelzer o auxiliaram nas sequências de skate; Fox achou que sua interpretação foi muito pessoal. "Tudo o que eu fazia no colegial era andar de skate, ir atrás de garotas e tocar em bandas. Eu até sonhei em me tornar um astro de rock".
Christopher Lloyd foi escolhido como o Dr. Emmett Brown depois da primeira escolha, John Lithgow, ter ficado indisponível. Tendo trabalhado com Lloyd em The Adventures of Buckaroo Banzai Across the 8th Dimension, o produtor Neil Canton o sugeriu para o papel. Lloyd originalmente recusou o papel, porém mudou de ideia depois de ler o roteiro e de sua esposa ter persistido para ele aceitar o trabalho. Ele improvisou algumas de suas cenas, se inspirando em Albert Einstein e no maestro Leopold Stokowski. Brown pronuncia gigawatts como "jigowatts", que era a maneira que um físico pronunciou a palavra quando ele se encontrou com Zemeckis e Gale enquanto faziam pesquisa para o roteiro.
Crispin Glover interpretou George McFly. Zemeckis disse que Glover improvisou muitos dos maneirismos nerds de George, como suas mãos tremulas. O diretor brincou que ele "estava o tempo todo jogando uma rede sobre Crispin porque ele estava completamente fora por volta de cinquenta por cento em sua interpretação do personagem". Devido a um desacordo de contrato, Glover foi substituído por Jeffrey Weissman em Part II e Part III.
Lea Thompson foi escalada como Lorraine Baines McFly porque ela havia atuado com Stoltz em The Wild Life. Sua maquiagem prostética para as cenas do início do filme, em 1985, levavam três horas e meia para serem aplicadas.
Thomas F. Wilson foi selecionado para interpretar Biff Tannen porque a escolha original, J. J. Cohen, não foi considerado convincente na hora de atormentar Stoltz. Cohen foi reescalado como um dos membros da gangue de Biff. Se Fox tivesse sido escalado desde o início da produção, Cohen provavelmente teria ficado com o papel por ser muito mais alto que Fox.

### Filmagens com Fox

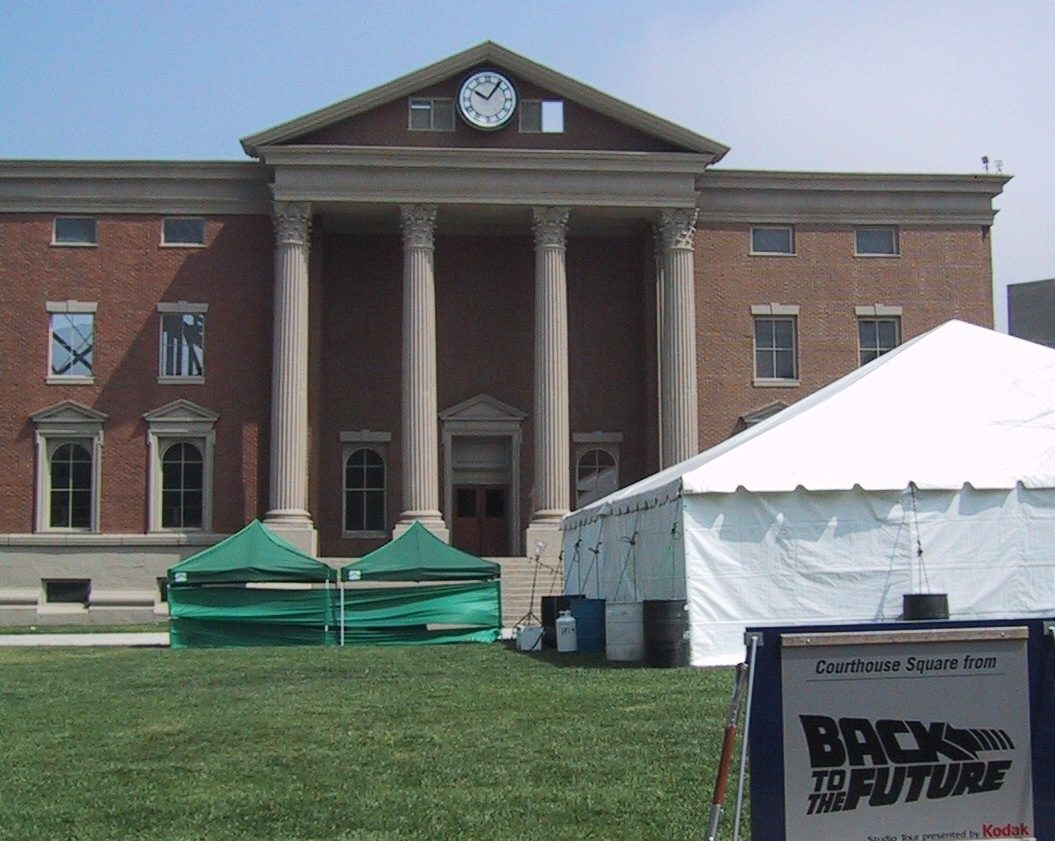
A praça da Corte Judicial da cidade de Hill Valley

Depois da saída de Stoltz, a agenda de Fox durante os dias de semana consistia nas gravações de Family Ties durante o dia, e Back to the Future das 18:30 até às 2:30. Ele tinha uma média de cinco horas de sono durante cada dia. Nas sextas-feiras, ele filmava das 22:00 até às 6:00 ou 7:00, e depois ia gravar as cenas exteriores durante o fim de semana, já que esse era o único momento em que ele estava disponível durante o dia. Fox achou que tudo foi exaustivo, porém "era meu sonho estar tanto na televisão quanto no cinema, apesar de eu não saber que estaria nos dois simultaneamente. Era essa estranha aventura que eu embarquei". Zemeckis concordou, chamando Back to the Future de "o filme que não iria acabar". Ele lembra que por filmarem dia e noite, ele sempre estava "meio sonolento" e "mais gordo, fora de forma e doente como eu jamais estive".

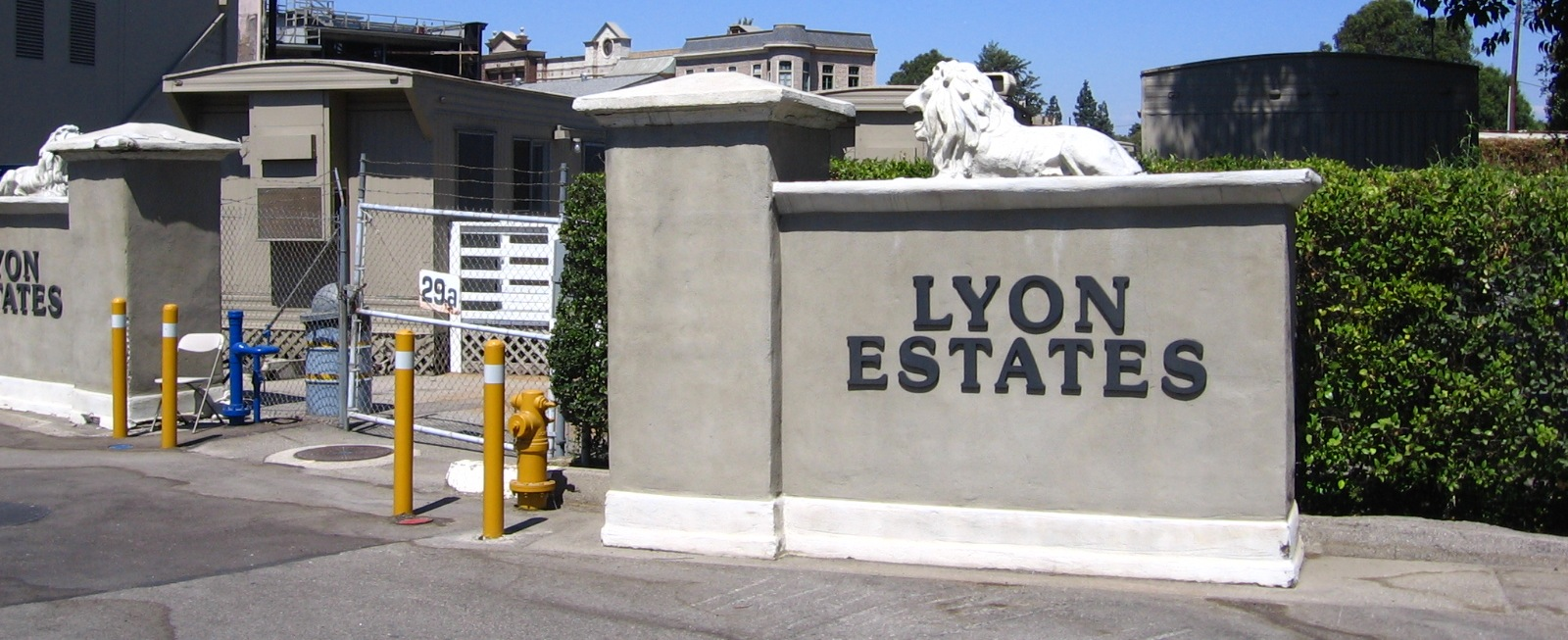
Os cenários da Lyon Estates usados em Back to the Future

As cenas da praça central de Hill Valley foram filmadas na Praça da Corte Judicial, localizada nos estúdios da Universal. Gale explicou que seria impossível filmar em locação "porque nenhuma cidade iria deixar uma equipe de cinema remodelar sua praça para ficar igual aos anos 1950". Os cineastas decidiram "filmar tudo dos anos 50 primeiro, e fazer a cidade ficar muito bonita e maravilhosa. Então nos iriamos bagunçá-la e fazê-la bem sem vida e feia para as cenas dos anos 1980". Os interiores da casa do Dr. Brown foram filmados na Robert R. Blacker House, enquanto os exteriores foram gravados na Gamble House. As tomadas exteriores do Twin Pines Mall, posteriormente Lone Pine Mall, foram filmadas no estacionamento do Puente Hills Mall, em Industry, Califórnia. As tomadas exteriores e algumas das interiores da Hill Valley High School foram gravadas na Whittier High School, em Whittier, Califórnia, enquanto os testes para as bandas e o baile do "Encanto Submarino" foram filmados no ginásio da Hollywood United Methodist Church. As cenas do lado de fora da casa dos Baines na década de 1950 foram filmadas na Bushnell Avenue, South Pasadena, Califórnia.
As filmagens se encerraram depois de 100 dias, em 20 de abril de 1985, e o filme foi adiado de maio para agosto. Porém depois de uma exibição teste altamente positiva ("Eu nunca havia visto uma pré-estreia como aquela", disse o produtor executivo Frank Marshall, "o público foi até o teto"), Sheinberg decidiu mudar a data de lançamento para 3 de julho. Para garantir que o filme alcançasse sua nova data de estreia, dois editores, Arthur Schmidt e Harry Keramidas, foram contratados para trabalharem no filme, com muitos editores de som trabalhando em turnos de 24 horas. Oito minutos de imagens foram cortadas, incluindo Marty vendo sua mãe colar em uma prova, George ficando preso em uma cabine telefônica antes de resgatar Lorraine, como também muito de Marty fingindo ser "Darth Vader do planeta Vulcano". Zemeckis quase cortou a sequência de "Johnny B. Goode", já que ele achava que ela não avançava a história, porém os públicos teste amaram a cena, então ele a deixou. A Industrial Light & Magic criou as 32 tomadas de efeitos do filme, que não satisfizeram Zemeckis e Gale até uma semana antes da data de finalização do filme.

## Música
Alan Silvestri havia colaborado com Zemeckis em Romancing the Stone, porém Spielberg ficou insatisfeito com sua trilha inicial para Back to the Future. Zemeckis aconselhou que Silvestri fizesse com que suas composições fossem grandes e épicas, apesar da pequena escala do filme, para impressionar Spielberg. Silvestri começou a retrabalhar sua trilha duas semanas antes da primeira pré-estreia. Ele também sugeriu que Huey Lewis and the News criasse uma canção tema. A primeira tentativa da banda foi rejeitada pela Universal, antes deles gravarem "The Power of Love". O estúdio adorou a canção final, porém ficou desapontado que a letra não tinha o título do filme, então eles enviaram memorandos para as estações de rádio sempre mencionarem a associação com Back to the Future. No final, a faixa "Back in Time" apareceu no filme, tocada quando Marty acorda depois de retornar de 1955, e mais tarde durante os créditos finais. Huey Lewis faz uma ponta no filme como o professor escolar que rejeita a banda de Marty por tocarem muito alto.
Apesar de parecer que Michael J. Fox está realmente tocando uma guitarra, o supervisor musical Bones Howe contratou o professor de guitarra e músico Paul Hanson para ensinar Fox como simular todas as suas partes e fazer com que tudo parecesse realista, incluindo tocar com a guitarra atrás da cabeça. O músico veterano Tim May tocou as verdadeiras partes da guitarra com Mark Campbell fazendo o trabalho vocal em "Johnny B. Goode", com Hanson tocando a seção do começo do filme durante a cena com os testes para bandas.
O lançamento original de 1985 do álbum oficial da trilha sonora incluía apenas duas faixas das composições de Silvestri para o filme, ambas as faixas de Huey Lewis, as canções tocadas pelo Marvin Berry and The Starlighters (e Marty McFly), uma das canções da década de 1950 do filme, e duas canções pop que apareceram brevemente no/ao fundo. Em 24 de novembro de 2009, uma edição autorizada, e limitada, de 2 CDs contendo a trilha sonora completa de Silvestri, e algumas versões alternativas não usadas, foi lançada pela Intrada Records.

## Recepção

### Lançamento
Back to the Future estreou no dia 3 de julho de 1985 em 1.200 salas na América do Norte. Zemeckis estava preocupado que o filme seria um fracasso por Fox estar gravando um especial de Family Ties em Londres e não estava disponível para promover o filme. Gale também estava insatisfeito com a tagline criada pela Universal: "Você está me dizendo que minha mãe tem tesão por mim?". Mesmo assim, Back to the Future passou 11 semanas como número um nas bilheterias. Gale lembra "Nossa segunda semana foi melhor que a primeira, o que indica um excelente boca a boca. National Lampoon's European Vacation veio em agosto e nos tirou da primeira posição por uma semana e depois nós voltamos para o número um". O filme acabou arrecadando US$ 210.609.762 na América do Norte e US$ 170.500.000 em outros territórios, acumulando um total mundial de US$ 381.109.762. Back to the Future teve o quarto melhor fim de semana de estreia de 1985, e foi o filme de maior arrecadação do ano. O filme recebeu um relançamento especial de 25 anos nos Estados Unidos e no Reino Unido em outubro de 2010 para coincidir com o lançamento em Blu-ray e DVD de 25 anos da Universal Studios Home Video. Para o relançamento, Back to the Future foi restaurado e remasterizado.

### Crítica
Back to the Future foi aclamado pela crítica especializada. Roger Ebert sentiu que o filme possuía temas similares aos filmes de Frank Capra, especialmente It's a Wonderful Life. Ebert comentou que "Steven Spielberg está emulando o grande e autentico passado do cinema clássico de Hollywood, que se especializou em combinar o diretor certo (Robert Zemeckis) com o projeto certo". Janet Maslin, do The New York Times, acredita que o filme tem uma linha de história equilibrada: "É uma invenção cinematográfica do humor e caprichosos contos por um longo tempo ainda por vir". Christopher Null, que assistiu ao filme pela primeira vez quando adolescente, o chamou de "um excelente filme dos anos 1980, que combina ficção científica, ação, comédia e romance em um perfeito pequeno pacote que tanto crianças e adultos irão devorar". Dave Kehr, do Chicago Reader, achou que Gale e Zemeckis haviam escrito um roteiro que equilibrava perfeitamente ficção científica, seriedade e humor. A Variety aplaudiu as interpretações, argumentado que Fox e Lloyd imbutiram em Marty e Brown uma amizade com qualidade reminiscente de Rei Artur e Merlin. A BBC elogiou os meandros do "espetacularmente executado" roteiro, afirmando que "ninguém diz algo que não vai se tornar importante para o enredo mais tarde".
O agregador Rotten Tomatoes relata que 97% dos críticos deram a Back to the Future uma resenha positiva, baseado em 61 resenhas, com uma nota média de 8,6/10, e o consenso, "Inventivo, engraçado e com uma construção de tirar o fôlego, Back to the Future é uma vibrante aventura de viagem no tempo com um espírito inesquecível".

### Prêmios
Back to the Future venceu o Oscar de Melhor Edição de Som, para Charles Campbell e Robert Rutledge, enquanto "The Power of Love" foi indicada para Melhor Canção Original, Zemeckis e Gale para Melhor Roteiro Original e Bill Varney, B. Tennyson Sebastian II, Robert Thirlwell e William B. Kaplan para Melhor Mixagem de Som. O filme venceu o Hugo Award de Melhor Apresentação Dramática e o Saturn Award de Melhor Filme de Ficção Científica. Fox e os desenhistas de efeitos visuais também venceram em suas respectivas categorias, enquanto Zemeckis, Silvestri, os figurinistas e os coadjuvantes Lloyd, Thompson, Glover e Wilson também foram indicados. O filme também recebeu várias indicações ao BAFTA Awards, nas categorias de Melhor Filme, Melhor Roteiro Original (Zemeckis e Gale), Melhores Efeitos Visuais Especiais (Kevin Pike e Ken Ralston), Melhor Desenho de Produção (Lawrence G. Paull) e Melhor Edição (Harry Keramidas e Arthur Schmidt). No Golden Globe Awards, Back to the Future foi indicado nas categorias de Melhor Filme – Comédia ou Musical, Melhor Canção Original (por "The Power of Love"), Melhor Ator – Comédia ou Musical (Fox) e Melhor Roteiro (Zemeckis e Gale).

## Legado

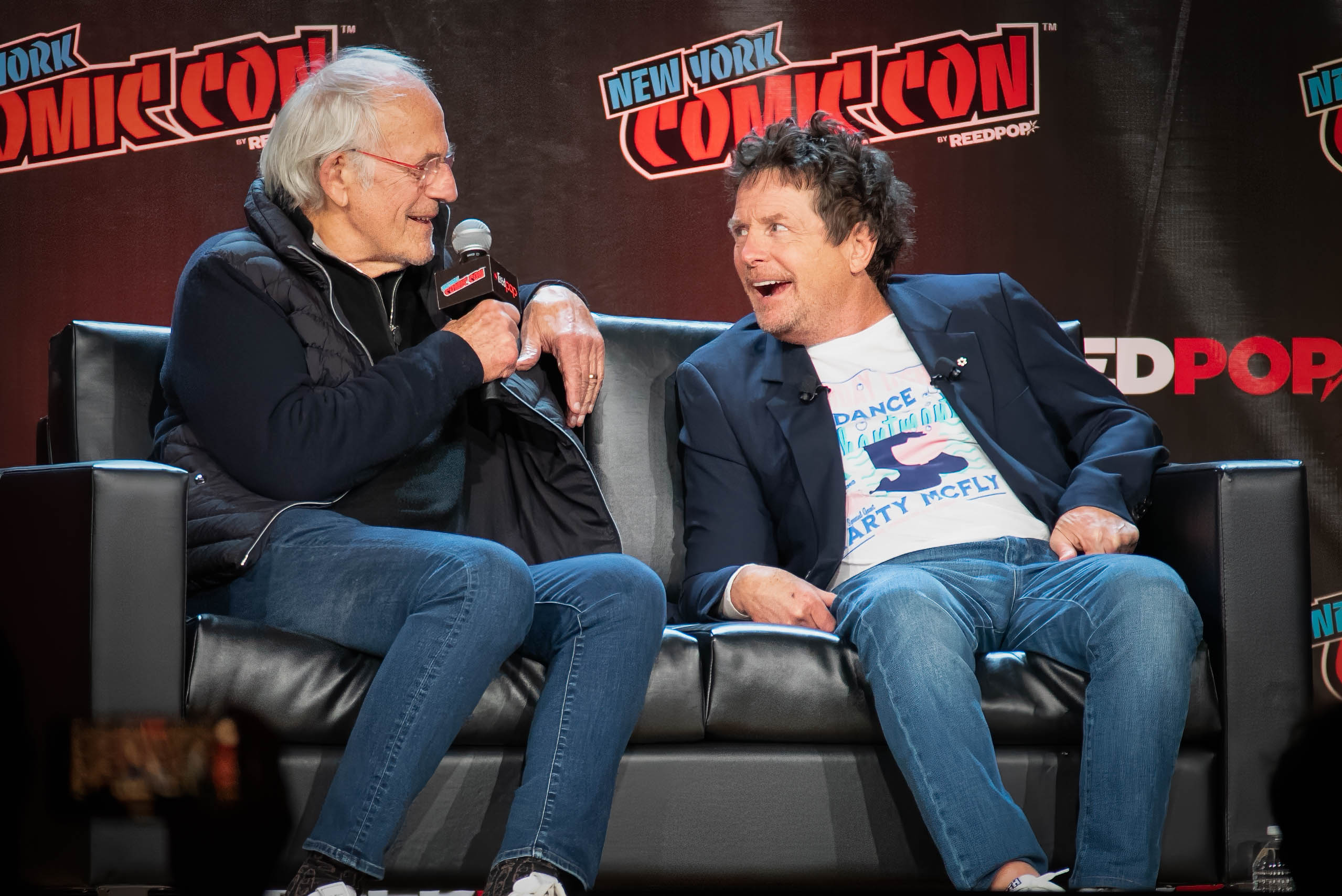
Christopher Lloyd e Michael J. Fox discutindo sobre o filme na New York Comic Con de 2022.

O Presidente Ronald Reagan, um fã do filme, se referiu a ele em seu Discurso sobre o Estado da União de 1986, dizendo "Nunca houve um período mais excitante para se viver, um período de maravilhas estimulantes e realizações heroicas. Como eles dizem no filme Back to the Future, 'Para onde vamos, não precisamos de estradas'". Quando ele viu pela primeira vez a piada sobre ele ser o Presidente dos Estados Unidos, Reagan fez o projecionista do cinema parar o filme, rebobiná-lo, e exibir a cena novamente.
O filme está na 28ª posição da lista da Entertainment Weekly dos "50 Melhores Filmes Colegiais". Em 2008, Back to the Future foi votado como o 23º melhor filme da história pelos leitores da Empire. Ele também foi colocado em uma lista similar pelo The New York Times, uma lista de 1000 filmes. Em janeiro de 2010, a Total Film incluiu o filme em sua lista dos "100 Melhores Filmes de Todos os Tempos". Em 27 de dezembro de 2007, Back to the Future foi selecionado para preservação no National Film Registry da Biblioteca do Congresso dos Estados Unidos, sendo considerado "culturalmente, historicamente ou esteticamente significante". Em 2006, o roteiro original de Back to the Future foi selecionado pelo Writers Guild of America como o 56º melhor roteiro da história.
Em junho de 2008, o American Film Institute revelou sua AFI's 10 Top 10—os dez melhores em dez gêneros "clássicos" do cinema americano—depois de uma pesquisa com mais de 1.500 pessoas da comunidade criativa. Back to the Future foi reconhecido como o 10º melhor filme do gênero de ficção científica.

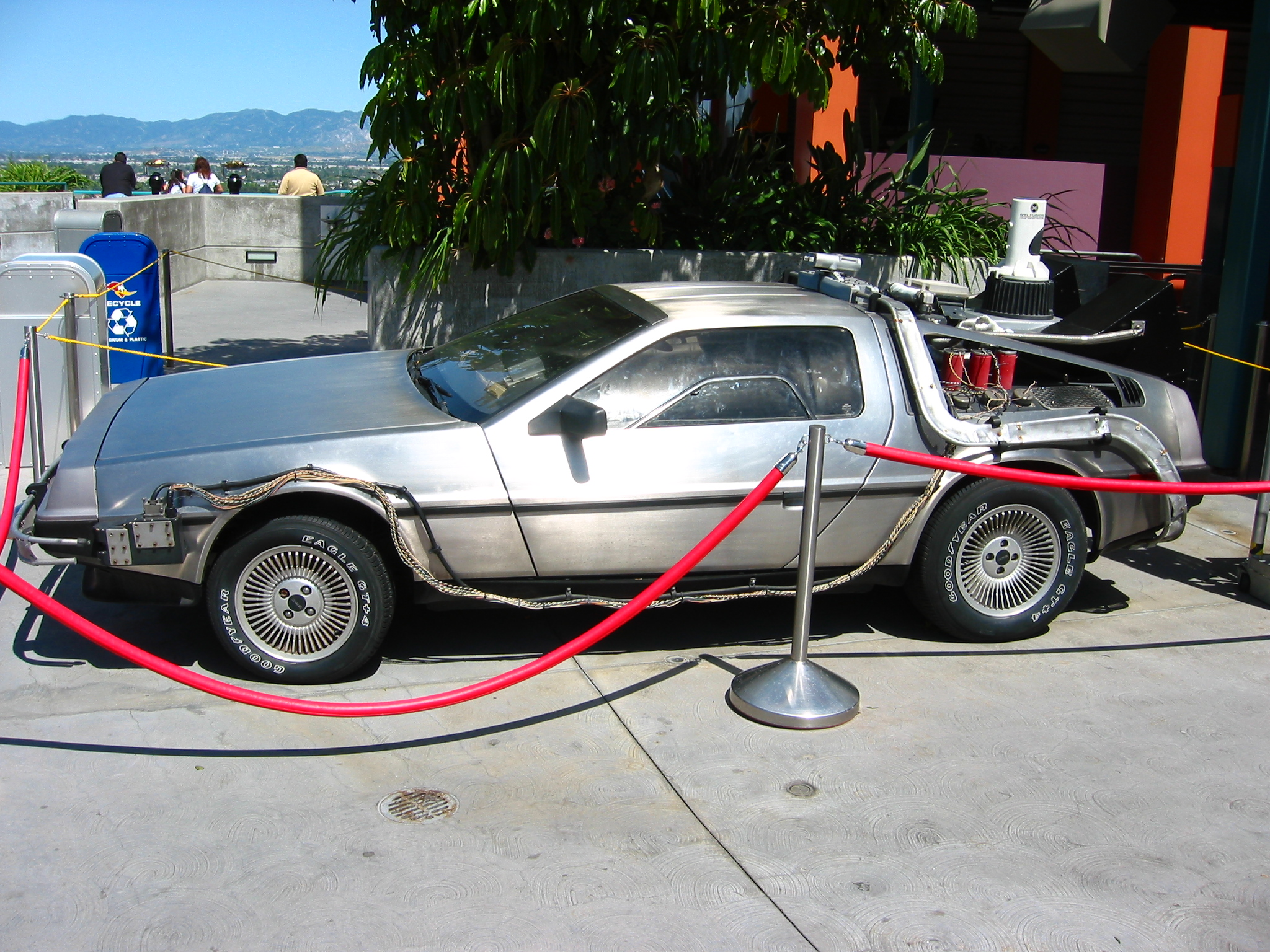
A máquina do tempo montada em um DMC DeLorean.

Uma peça de teatro musical, também chamada Back to the Future, está em produção para ser estreada em Londres, durante o 30º aniversário do filme em 2015. Zemeckis e Gale reuniram-se para escrever o guião, enquanto Silvestri e Glen Ballard compuseram a música.
As cenas em que Marty McFly anda de skate ocorreram durante a infância da subcultura dos skates. Vários praticantes da modalidade, assim como as empresas dessa indústria, fazem tributo ao filme por ter influenciado a prática do skate. Podem ser visto exemplos em materiais de promoção, em entrevistas com praticantes profissionais que citam o filme como a sua influencia por terem começado a praticar skate, e no reconhecimento do publico sobre a influencia do filme.